# Araneus trifolium
Araneus trifolium är en spindelart som först beskrevs av Nicholas Marcellus Hentz 1847.  Araneus trifolium ingår i släktet Araneus och familjen hjulspindlar. Inga underarter finns listade i Catalogue of Life.

## Bildgalleri

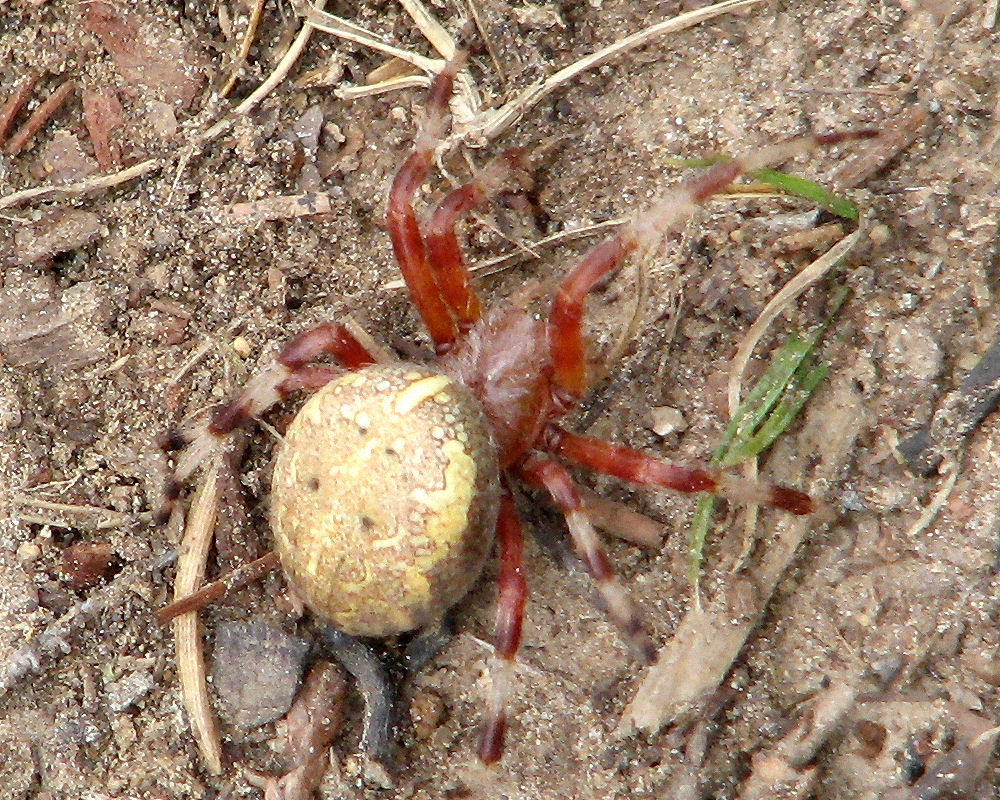
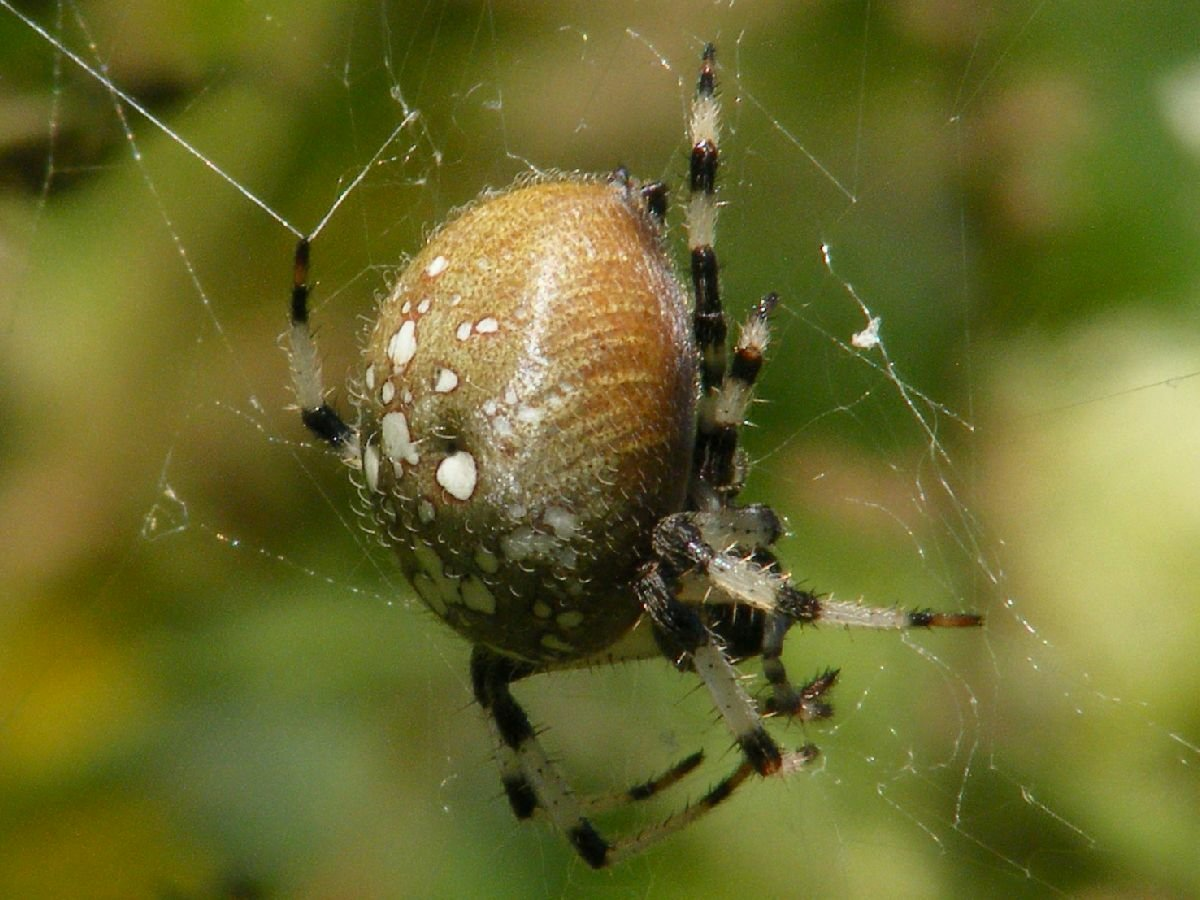
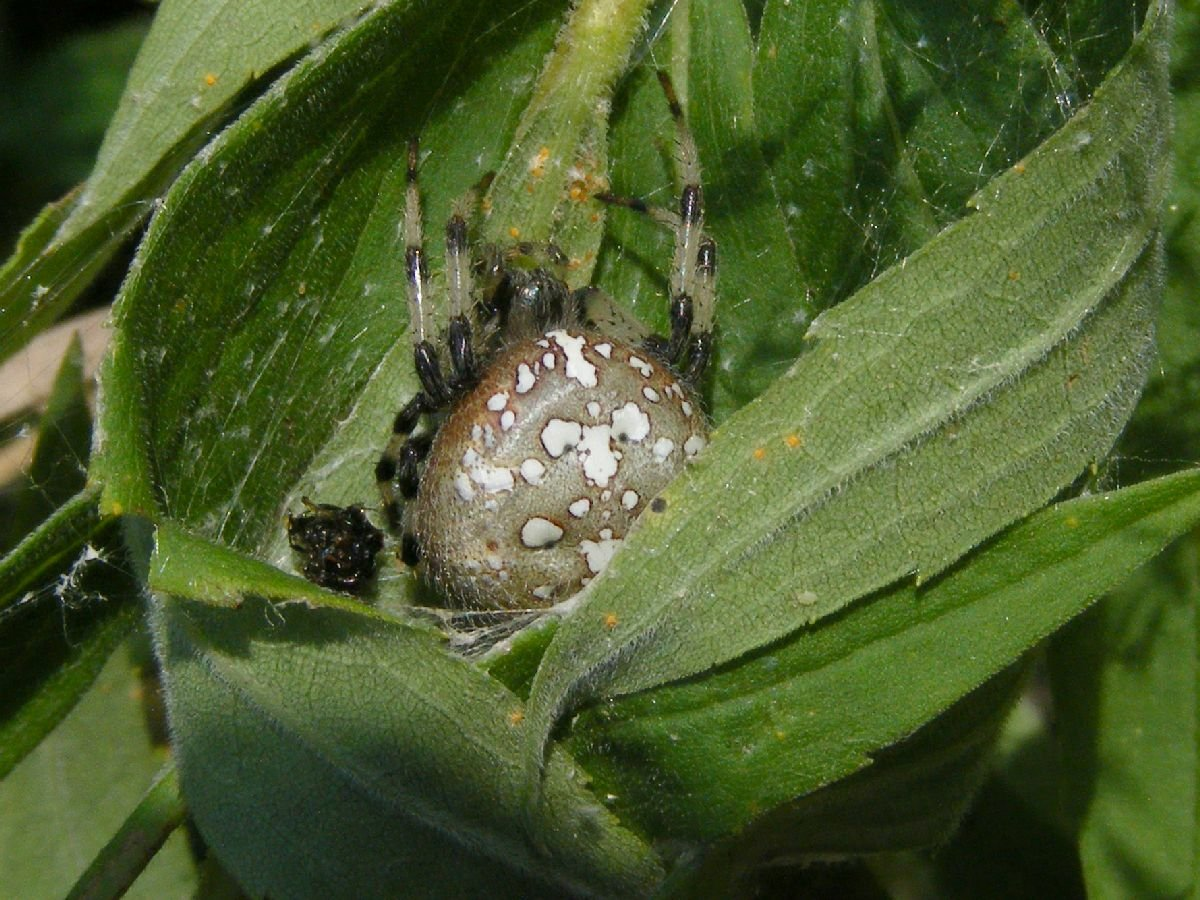
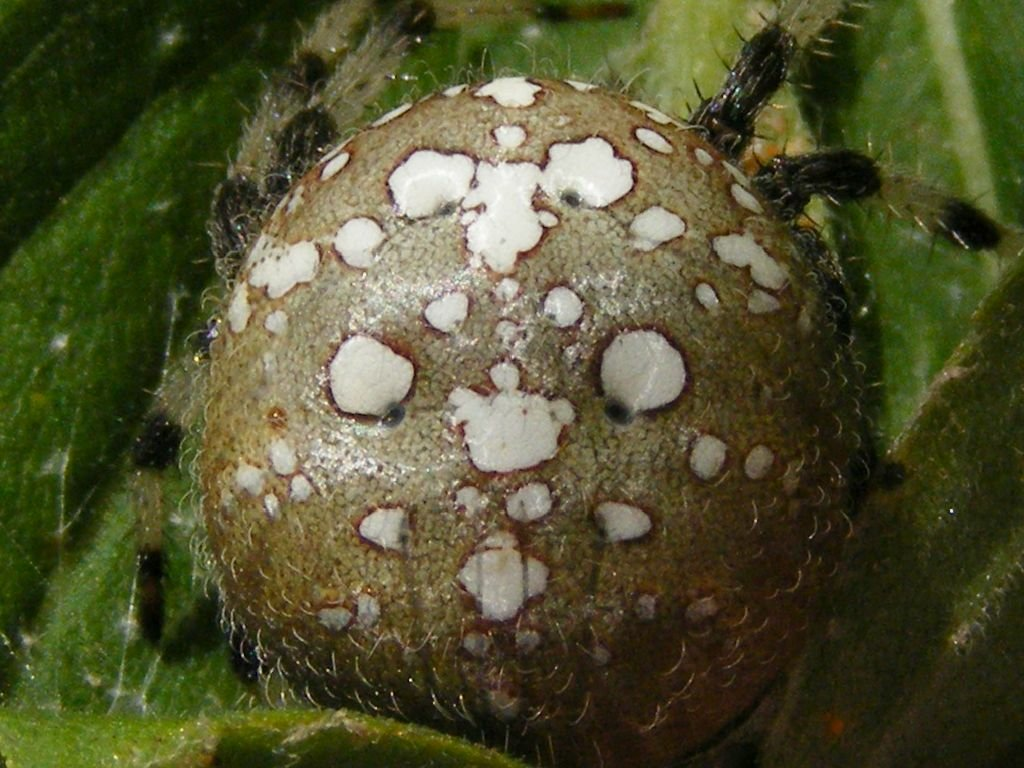
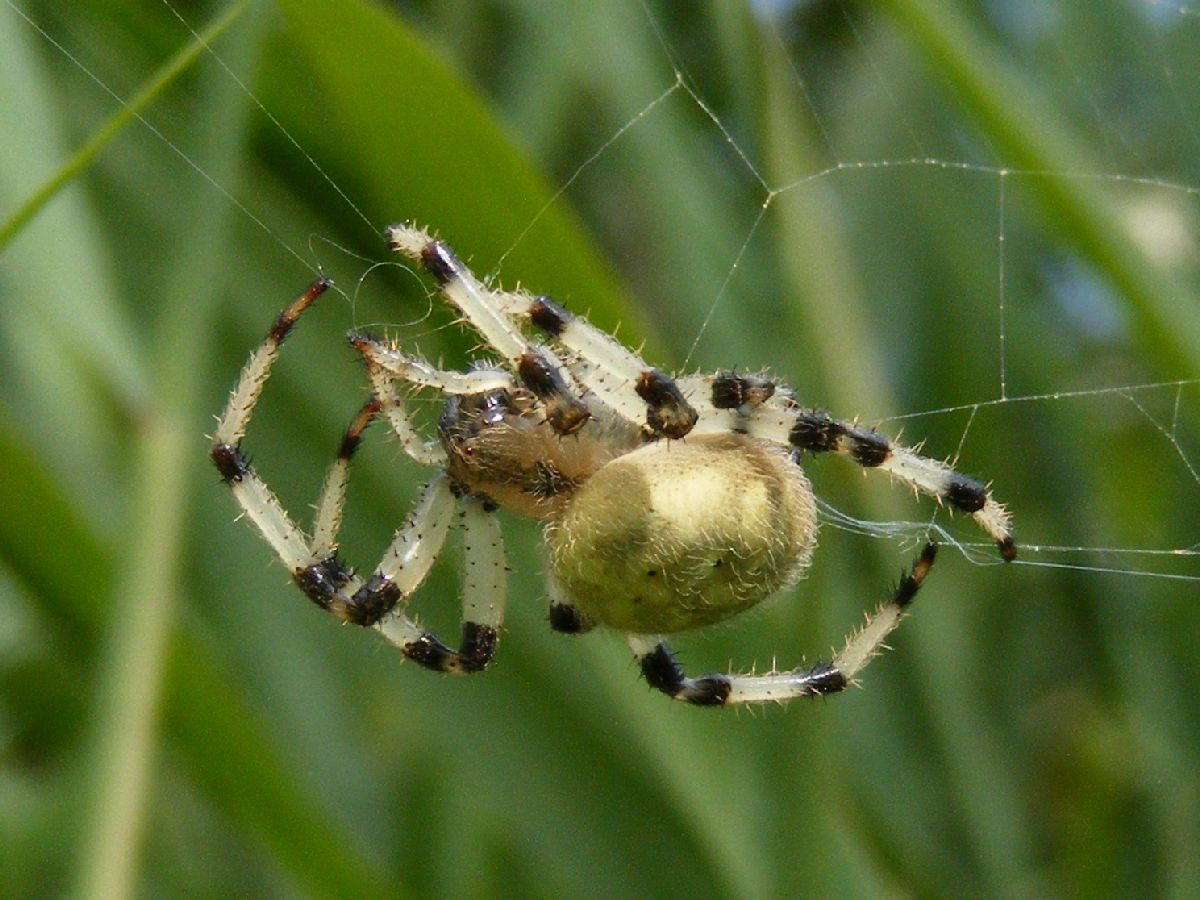
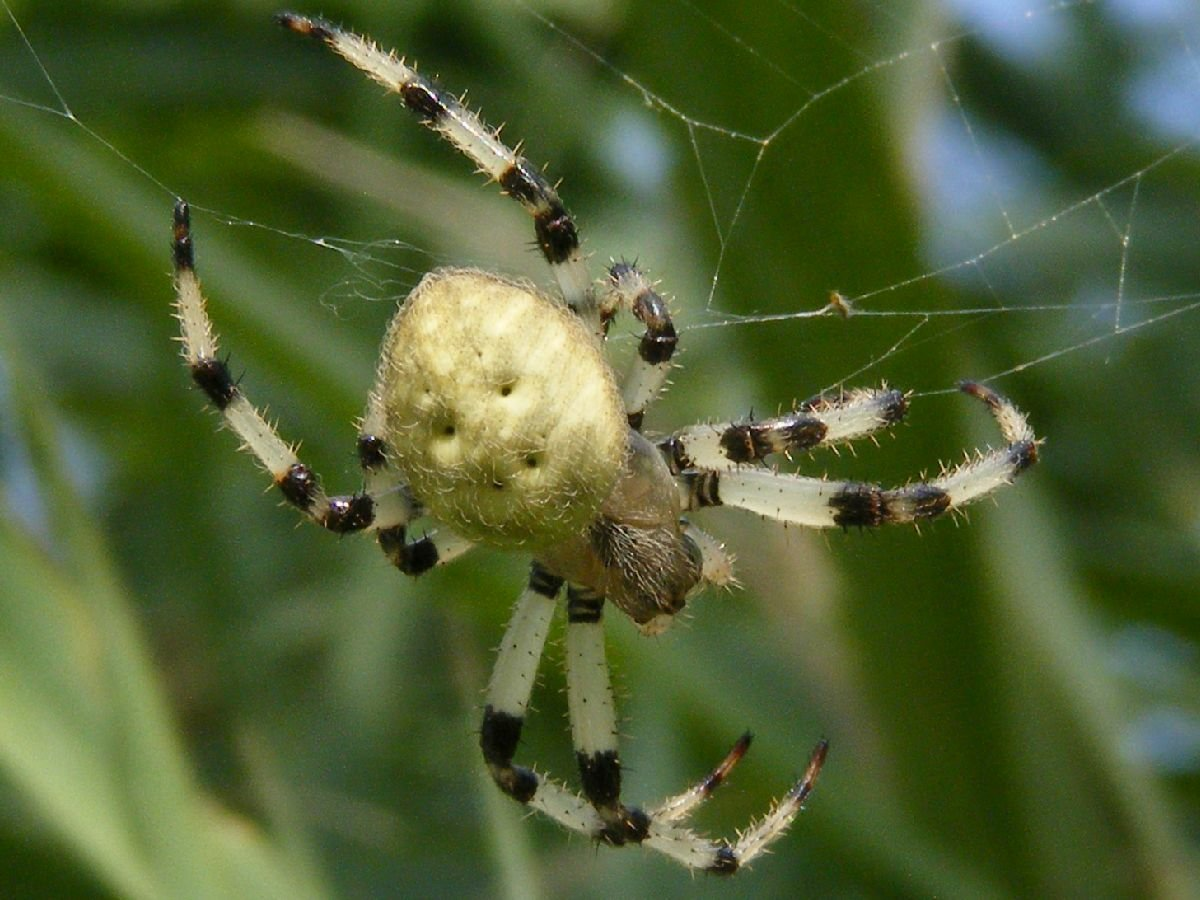